# Hybalus ameliae
El unicornio de Amelia (Hybalus ameliae) es un coleóptero de la subfamilia Orphninae.

## Distribución geográfica
Habita en el sur de la España peninsular.
Calificada como en peligro en el Libro Rojo de los Invertebrados de Andalucía.